# Cleveland Tigers
Die Cleveland Tigers bzw. Cleveland Indians waren eine American-Football-Mannschaft aus Cleveland, die 1920 und 1921 in der American Professional Football Association (heute National Football League – NFL) spielten. Die Heimspiele erfolgten im League Park (Dunn Field).

## Teamgeschichte
Nach der Saison 1915 wurden die meisten Spieler der in der Ohio League spielenden Mannschaft der Akron Indians durch die konkurrierenden Mannschaften der Massillon Tigers und der Canton Pros abgeworben. Der Spieler und Trainer Peggy Parratt verließ daraufhin ebenfalls Akron und gründete in seiner Heimatstadt Cleveland ein neues Team unter dem Namen Indians. Das Team setzte sich aus ehemaligen Spielern der Akron Indians und frischen Spielern vom College zusammen. Die Cleveland Indians spielte zwölf Spiele, von denen acht gewonnen wurden. Gegen die favorisierten Bulldogs verlor man jedoch zwei Mal und gegen die Massillon Tiger spielte man unentschieden. Da auch nur geringes Publikumsinteresse bestand, wurde der Spielbetrieb 1917 nicht fortgesetzt.
Der Sportpromoter Jimmy O’Donnell hatte 1919 den League Park gepachtet und begann mit dem Aufbau einer neuen Football-Mannschaft. Er übernahm die Reste der Indians, benannte das neue Team Cleveland Tigers, nach seinem eigenen halb-professionellem Baseball-Team. Der frühere Football-Star von Notre Dame und den Massillon Tigers Stan Cofall war sein sportlicher Berater. Unter Head Coach Ed Greene gewann das Team fünf Spiele, verlor zwei Mal gegen die Massillon Tigers und spielte zwei Mal unentschieden.
Im August und September 1920 nahm O’Donnell an den Versammlungen zur Gründung der American Professional Football Association teil. Cofall übernahm selbst den Head-Coach-Job. In der ersten Saison dieser neuen Liga konnten nur zwei von acht Spielen gewonnen werden.
Für das Spieljahr 1921 benannte O’Donnell die Mannschaft in Cleveland Indians (analog der Baseball-Mannschaft) um. Es gelang ihm, den Starspieler Jim Thorpe als Trainer und Spieler zu verpflichten. Allerdings verletzte er sich nach dem zweiten Spieltag und konnte erst am Saisonende wieder in das Spielgeschehen eingreifen. Sportlich war die Saison, trotz der Verpflichtung des späteren Mitglieds der Pro Football Hall of Fame Joe Guyon, kein Erfolg. Lediglich drei Spiele konnten gewonnen werden, fünfmal ging das Team als Verlierer vom Platz. Zu den sportlichen Problemen kamen wirtschaftliche Probleme hinzu.
Für 1922 konnte O’Donnell die Lizenzgebühr von 1000 Dollar nicht entrichten. Das Franchise wurde daraufhin von der NFL eingezogen. Thorpe und Guyon gründeten daraufhin die Oorang Indians.
Für die Saison 1923 organisierte Samuel Deutsch eine neue Mannschaft unter dem Namen Cleveland Indians in der NFL.

## Uniform
Die Cleveland Tigers/Indians spielten in roten Jerseys. 1920 hatte diese zusätzlich schwarze Ärmelringe.

## Statistik
| Saison            | Liga              | Siege             | Niederlagen       | Unentschieden     | Punkte erzielt    | Punkte zugelassen | Platzierung       | Head Coach               |
| Cleveland Indians | Cleveland Indians | Cleveland Indians | Cleveland Indians | Cleveland Indians | Cleveland Indians | Cleveland Indians | Cleveland Indians | Cleveland Indians        |
| ----------------- | ----------------- | ----------------- | ----------------- | ----------------- | ----------------- | ----------------- | ----------------- | ------------------------ |
| 1916              | Ohio              | 8                 | 3                 | 1                 | 118               | 72                |                   | Peggy Parratt            |
| Cleveland Tigers  |                   |                   |                   |                   |                   |                   |                   |                          |
| 1919              | Ohio              | 5                 | 2                 | 2                 | 48                | 19                |                   | Ed Greene                |
| 1920              | APFA              | 2                 | 4                 | 2                 |                   |                   | 10.               | Stan Cofall, Al Pierotti |
| Cleveland Indians |                   |                   |                   |                   |                   |                   |                   |                          |
| 1921              | APFA              | 3                 | 5                 | 0                 |                   |                   | 11.               | Jim Thorpe               |

## Mitglieder in der Pro Football Hall of Fame
| Cleveland Indians Hall of Famers | Cleveland Indians Hall of Famers | Cleveland Indians Hall of Famers | Cleveland Indians Hall of Famers |
| Name                             | Position                         | Spielzeit                        | Aufnahme in die HOF              |
| -------------------------------- | -------------------------------- | -------------------------------- | -------------------------------- |
| Joe Guyon                        | Offensive Tackle, Halfback       | 1921                             | 1966                             |
| Jim Thorpe                       | Back                             | 1921                             | 1963                             |